# Discografie van Mula B
Hieronder volgt de discografie van de Nederlandse zanger en rapper Mula B, met name zijn albums en zijn nummers met een notering in een hitlijst. 

## Albums
| Album          | Verschijnen      | Label                | Hitlijsten | Hitlijsten | Hitlijsten | Hitlijsten | Opmerkingen                        |
| Album          | Verschijnen      | Label                | BE (VL)    | BE (VL)    | NL         | NL         | Opmerkingen                        |
| Album          | Verschijnen      | Label                | Piek       | Weken      | Piek       | Weken      | Opmerkingen                        |
| -------------- | ---------------- | -------------------- | ---------- | ---------- | ---------- | ---------- | ---------------------------------- |
| 8-9-17         | 19 mei 2017      | Wilde Westen Records | —          | —          | 9          | 19         | Studioalbum                        |
| Meesterplusser | 6 april 2018     | Wilde Westen Records | 33         | 18         | 2          | 41         | Studioalbum / Platina in Nederland |
| Prix d'ami     | 25 februari 2022 | Plus Records         | 22         | 8          | 2          | 26         | Studioalbum                        |
| Narcopop       | 8 december 2023  | Plus Records         | 155        | 1          | 2          | 9          | Studioalbum                        |

## Nummers met notering(en) in een hitlijst
| Lied | Verschijnen       | Album                                                          | Hitlijsten | Hitlijsten | Hitlijsten  | Hitlijsten  | Hitlijsten   | Hitlijsten   | Hitlijsten | Opmerkingen                    |
| Lied | Verschijnen       | Album                                                          | BE (VL)    | BE (VL)    | NL (Top 40) | NL (Top 40) | NL (Top 100) | NL (Top 100) | FR         | Opmerkingen                    |
| Lied | Verschijnen       | Album                                                          | Piek       | Weken      | Piek        | Weken       | Piek         | Weken        | Piek       | Opmerkingen                    |
| --- | ----------------- | -------------------------------------------------------------- | ---------- | ---------- | ----------- | ----------- | ------------ | ------------ | ---------- | ------------------------------ |
| Challas (met Bizzey en Louis)                                                                                     | 7 oktober 2016    | —                                                              | —          | —          | —           | —           | 67           | 3            | —          | Platina in Nederland           |
| Ff nieuwe Sannie halen (Vakantie remix) (met Lil' Kleine)                                                         | 10 oktober 2016   | —                                                              | —          | —          | —           | —           | 75           | 2            | —          |                                |
| On set (met Jonna Fraser en Louis)                                                                                | 14 oktober 2016   | Blessed (van Jonna Fraser)                                     | —          | —          | —           | —           | 49           | 2            | —          |                                |
| Dun finesse (met Louis)                                                                                           | 21 november 2016  | W.W. Nation (Wilde Westen Records verzamelalbum)               | —          | —          | —           | —           | 91           | 1            | —          | Goud in Nederland              |
| Meester plusser                                                                                                   | 28 november 2016  | Meesterplusser                                                 | —          | —          | —           | —           | 28           | 9            | —          | Goud in Nederland              |
| Juice (met LouiVos)                                                                                               | 25 januari 2017   | W.W. Nation (Wilde Westen Records verzamelalbum)               | —          | —          | —           | —           | 58           | 3            | —          | Goud in Nederland              |
| Donnie bankoe barkie (met LouiVos en 3robi)                                                                       | 8 maart 2017      | W.W. Nation (Wilde Westen Records verzamelalbum)               | —          | —          | —           | —           | 64           | 1            | —          |                                |
| Gespend (met Architrackz en LouiVos)                                                                              | 28 april 2017     | Dashawn (van Architrackz)                                      | —          | —          | —           | —           | 63           | 3            | —          | Goud in Nederland              |
| Ego (met Ali B)                                                                                                   | 19 mei 2017       | 8-9-17                                                         | —          | —          | —           | —           | 77           | 1            | —          |                                |
| Gadget | 19 mei 2017       | 8-9-17                                                         | —          | —          | —           | —           | 84           | 1            | —          |                                |
| Louboutin | 19 mei 2017       | 8-9-17                                                         | —          | —          | —           | —           | 95           | 1            | —          |                                |
| Fransman (met LouiVos en Bartofso)                                                                                | 26 mei 2017       | Vostape vol. 1: Congo Johnny Depp (van LouiVos)                | —          | —          | —           | —           | 79           | 1            | —          |                                |
| Geven aan mijn neven (met Childsplay en IliassOpDeBeat)                                                           | 26 mei 2017       | —                                                              | —          | —          | —           | —           | 71           | 1            | —          | Goud in Nederland              |
| Hyena (met Lijpe)                                                                                                 | 18 augustus 2017  | —                                                              | —          | —          | —           | —           | 50           | 3            | —          | Goud in Nederland              |
| Kenia | 22 september 2017 | —                                                              | —          | —          | —           | —           | 29           | 8            | —          | Goud in Nederland              |
| Chap die rappers (met LouiVos, 3robi, Kingsize en Iliass)                                                         | 27 oktober 2017   | Vostape vol. 2: Ik chap die rappers in me eentje (van LouiVos) | —          | —          | —           | —           | 47           | 1            | —          |                                |
| Obesitas (met Ali B en Dopebwoy)                                                                                  | 24 november 2017  | Patser soundtrack                                              | tip39      | —          | —           | —           | 58           | 2            | —          |                                |
| Darbas (met 3robi en LouiVos)                                                                                     | 1 december 2017   | Jonge jongen naar de top (van 3robi)                           | —          | —          | —           | —           | 51           | 2            | —          |                                |
| Paranoia (met Glades, Ali B en Lijpe)                                                                             | 15 december 2017  | Patser soundtrack                                              | —          | —          | —           | —           | 77           | 4            | —          |                                |
| Buurt heet (met Lijpe)                                                                                            | 12 december 2017  | —                                                              | —          | —          | —           | —           | 42           | 6            | —          | Goud in Nederland              |
| Ewa (met Bizzey en LouiVos)                                                                                       | 16 februari 2018  | November (van Bizzey)                                          | —          | —          | —           | —           | 25           | 13           | —          | Platina in Nederland           |
| Johnny Belt | 2 maart 2018      | Meesterplusser                                                 | —          | —          | —           | —           | 43           | 2            | —          |                                |
| Bandolero | 23 maart 2018     | Meesterplusser                                                 | tip        | —          | tip1        | —           | 10           | 19           | —          | Platina in Nederland           |
| Gang (met 3robi)                                                                                                  | 6 april 2018      | Meesterplusser                                                 | —          | —          | —           | —           | 35           | 2            | —          | Goud in Nederland              |
| Nieuwe tijd (met Sevn Alias)                                                                                      | 6 april 2018      | Meesterplusser                                                 | —          | —          | —           | —           | 58           | 1            | —          |                                |
| Aangehouden op een maandag (met Sticks)                                                                           | 6 april 2018      | Meesterplusser                                                 | —          | —          | —           | —           | 69           | 1            | —          |                                |
| Den Haag | 6 april 2018      | Meesterplusser                                                 | —          | —          | —           | —           | 94           | 1            | —          |                                |
| Strand (met LouiVos)                                                                                              | 6 april 2018      | Meesterplusser                                                 | —          | —          | —           | —           | 97           | 1            | —          |                                |
| Let op je kech (met Equalz)                                                                                       | 6 april 2018      | Meesterplusser                                                 | —          | —          | —           | —           | 100          | 1            | —          |                                |
| Lijst (met Esko, Bartofso en 3robi)                                                                               | 13 april 2018     | Beats by Esko (van Esko)                                       | —          | —          | —           | —           | 38           | 3            | —          |                                |
| Bom 't (met Jayh, Bizzey en Dopebwoy)                                                                             | 11 mei 2018       | 10 (van Jayh)                                                  | —          | —          | —           | —           | 42           | 6            | —          |                                |
| D2 (met IliassOpDeBeat)                                                                                           | 29 juni 2018      | —                                                              | tip        | —          | —           | —           | 17           | 7            | —          |                                |
| Homies tuchten (met LouiVos)                                                                                      | 6 juli 2018       | Exotische wapens (van LouiVos)                                 | —          | —          | —           | —           | 96           | 1            | —          |                                |
| Waar zijn die kechs (met Bartofso en Yung Felix)                                                                  | 10 augustus 2018  | —                                                              | —          | —          | —           | —           | 41           | 3            | —          | Goud in Nederland              |
| Chemistry (met Architrackz, Cho en Equalz)                                                                        | 23 augustus 2018  | Dashwan (van Architrackz)                                      | —          | —          | —           | —           | 35           | 14           | —          | Platina in Nederland           |
| FML (met Yung Felix en 3robi)                                                                                     | 24 augustus 2018  | —                                                              | —          | —          | —           | —           | 73           | 1            | —          |                                |
| ASS (met Idaly en Bizzey)                                                                                         | 7 september 2018  | Minder is meer (van Idaly)                                     | —          | —          | —           | —           | 74           | 1            | —          |                                |
| Extreem (met Bartofso en 3robi)                                                                                   | 21 september 2018 | Majin bouz                                                     | —          | —          | —           | —           | 89           | 1            | —          |                                |
| Fils de pute (met $hirak)                                                                                         | 26 oktober 2018   | —                                                              | —          | —          | —           | —           | 83           | 1            | —          |                                |
| Amigo (met Soufiane Eddyani)                                                                                      | 4 januari 2019    | —                                                              | tip15      | —          | —           | —           | 18           | 5            | —          | Goud in Nederland              |
| Wilde Westen - Megasessie - 101Barz (met LouiVos, 3robi, Iliass, Kingsize, Bartofso, Scarface, Boegie en Knaller) | 10 januari 2019   | —                                                              | —          | —          | —           | —           | 97           | 1            | —          |                                |
| Viraal (met Frenna)                                                                                               | 25 januari 2019   | Francis (van Frenna)                                           | tip13      | —          | 20          | 4           | 2            | 22           | —          | Platina in Nederland           |
| Big man (met Sevn Alias en Trobi)                                                                                 | 8 februari 2019   | Sirius (van Sevn Alias)                                        | tip28      | —          | tip2        | —           | 3            | 19           | —          | Platina in Nederland           |
| Fully fendi | 1 maart 2019      | —                                                              | tip21      | —          | —           | —           | 3            | 11           | —          | Platina in Nederland           |
| Walou crisis (met Dopebwoy en 3robi)                                                                              | 14 april 2019     | Forever lit (van Dopebwoy)                                     | tip32      | —          | tip3        | —           | 10           | 25           | —          | Platina in Nederland           |
| Tank (met SXTEEN)                                                                                                 | 6 juni 2019       | —                                                              | tip        | —          | —           | —           | 28           | 4            | —          |                                |
| Papito | 20 juni 2019      | —                                                              | tip        | —          | tip9        | —           | 10           | 13           | —          | Platina in Nederland           |
| Ratata (met Jul)                                                                                                  | 28 juni 2019      | Rein 100 rien (van Jul)                                        | —          | —          | —           | —           | 55           | 2            | 101        |                                |
| Fast (met Bizzey en LouiVos)                                                                                      | 28 juni 2019      | Tido (van Bizzey)                                              | —          | —          | —           | —           | 61           | 1            | —          |                                |
| Kotazo (met Bartofso, Milo M, Jones Cruipy, LouiVos en Webb)                                                      | 11 juli 2019      | —                                                              | —          | —          | —           | —           | 98           | 1            | —          |                                |
| Waarom zoeken naar liefde (met Josylvio en Yung Felix)                                                            | 29 augustus 2019  | Gimma (van Josylvio)                                           | tip17      | —          | tip5        | —           | 3            | 17           | —          | Platina in Nederland           |
| Oversized | 25 oktober 2019   | —                                                              | —          | —          | —           | —           | 87           | 1            | —          |                                |
| Trap feestyle part 1 (Trap van vroeger) (met IliassOpDeBeat)                                                      | 6 december 2019   | —                                                              | —          | —          | —           | —           | 69           | 2            | —          |                                |
| GLE63S | 18 december 2019  | —                                                              | —          | —          | —           | —           | 99           | 1            | —          |                                |
| Coca (met Ashafar)                                                                                                | 4 december 2020   | Mocro sh*t (van Ashafar)                                       | tip        | —          | —           | —           | 39           | 3            | —          |                                |
| Opp blazen (remix) (met Bigidagoe, KA, JoeyAK, Drechter en MocroManiac)                                           | 6 november 2020   | —                                                              | —          | —          | —           | —           | 80           | 1            | —          |                                |
| Nike Tech (met Ashafar, Josylvio, 3robi en JoeyAK)                                                                | 12 maart 2021     | Etappes (van Ashafar)                                          | tip10      | —          | tip8        | —           | 11           | 15           | —          | Goud in Nederland en in België |
| Faktap broeder | 4 juni 2021       | Prix d'ami                                                     | —          | —          | —           | —           | 38           | 17           | —          |                                |
| Nog steeds vies (met Bizzey en Dopebwoy)                                                                          | 9 juli 2021       | —                                                              | —          | —          | —           | —           | 70           | 1            | —          |                                |
| Einstein (met Trobi en LouiVos)                                                                                   | 22 oktober 2021   | Trobi on the beat (van Trobi)                                  | —          | —          | tip6        | —           | 4            | 17           | —          | Goud in Nederland              |
| Multi multi (met $hirak en Frenna)                                                                                | 4 november 2021   | Talou (van $hirak)                                             | —          | —          | —           | —           | 43           | 3            | —          |                                |
| Coke in de uitverkoop (met Trobi)                                                                                 | 14 januari 2022   | Prix d'ami                                                     | —          | —          | —           | —           | 32           | 6            | —          |                                |
| Silent disco (met Trobi en Qlas & Blacka)                                                                         | 21 januari 2022   | Trobi on the beat (van Trobi)                                  | —          | —          | —           | —           | 47           | 2            | —          |                                |
| Mij zijn | 11 februari 2022  | Prix d'ami                                                     | —          | —          | —           | —           | 46           | 4            | —          |                                |
| Dubbelspel (met Jonna Fraser)                                                                                     | 18 februari 2022  | Prix d'ami                                                     | —          | —          | —           | —           | 72           | 1            | —          |                                |
| Moes Montana | 25 februari 2022  | Prix d'ami                                                     | —          | —          | —           | —           | 46           | 2            | —          |                                |
| Verdien model (met Rotjoch en KA)                                                                                 | 4 augustus 2022   | Float (van Rotjoch)                                            | —          | —          | —           | —           | 62           | 2            | —          |                                |
| Jongen van de straat (met Cor en Boef)                                                                            | 9 september 2022  | Met liefde uit de wijk (van Cor)                               | —          | —          | —           | —           | 41           | 1            | —          |                                |
| De ergste dag (met S10)                                                                                           | 28 oktober 2022   | Ik besta voor altijd zolang jij aan mij denkt (van S10)        | —          | —          | —           | —           | 42           | 3            | —          |                                |
| Wie (met Ashafar en Lijpe)                                                                                        | 2 maart 2023      | —                                                              | —          | —          | —           | —           | 31           | 3            | —          |                                |
| Broski's (met Frenna)                                                                                             | 10 maart 2023     | —                                                              | —          | —          | tip1        | —           | 12           | 18           | —          | Goud in Nederland              |
| Ik kijk soms naar jou                                                                                             | 13 oktober 2023   | Narcopop                                                       | —          | —          | tip14       | —           | 22           | 4            | —          |                                |
| AaAAaa | 13 oktober 2023   | Narcopop                                                       | —          | —          | —           | —           | 53           | 1            | —          |                                |
| Blokke gepikt | 24 november 2023  | Narcopop                                                       | —          | —          | —           | —           | 83           | 1            | —          |                                |
| Allang niet meer van jou (met Goldband)                                                                           | 8 december 2023   | Narcopop                                                       | —          | —          | tip2        | —           | 7            | 1            | —          |                                |
| Johnny (met Lil' Kleine en $hirak)                                                                                | 26 januari 2024   | —                                                              | —          | —          | tip11       | —           | 19           | 3            | —          |                                |
| Studie uit (met Chivv, Emms, Trobi en ADF Samski)                                                                 | 25 april 2024     | —                                                              | —          | —          | —           | —           | 52           | 2            | —          |                                |
| Gesmolten banden (met KA, Willem en Trobi)                                                                        | 18 oktober 2024   | —                                                              | —          | —          | —           | —           | 31           | 2            | —          |                                |
| Heel de nacht alleen (met Ronnie Flex en Yade Lauren)                                                             | 25 april 2024     | —                                                              | —          | —          | tip23       | —           | 41           | 1            | —          |                                |
| 600PK (met Lijpe)                                                                                                 | 20 december 2024  | —                                                              | —          | —          | tip12       | —           | 54           | 4            | —          |                                |